# Рылово (Калининский район)
Ры́лово — деревня в Калининском районе Тверской области. Относится к Михайловскому сельскому поселению.
Расположена в 15 км к северу от Твери, на левом берегу реки Тверцы. Рядом проходит автодорога «Глазково—Мухино». За Тверцой — деревни Павловское и Городище.